# Cetățuia (okręg Harghita)
Cetățuia (węg. Csatószeg) – wieś w Rumunii, w okręgu Harghita, w gminie Sânsimion. W 2011 roku liczyła 1044 mieszkańców.